# 西郷村 (山形県西田川郡)
西郷村（にしごうむら）は山形県西田川郡にあった村。現在の鶴岡市の北西端、羽越本線羽前大山駅の北方一帯、庄内空港の南方一帯、概ね大山川左岸にあたる。

## 地理
- 河川：大山川

## 歴史
- 1889年（明治22年）4月1日 - 町村制の施行により、下川村、馬町村、長崎村、辻興屋村、面野山村、千安京田村、西沼村、茨新田村の区域をもって発足。
- 1955年（昭和30年）7月29日 - 大山町と合併し、改めて大山町が発足。同日西郷村廃止。

## 交通

### 鉄道路線
- 庄内交通
  - 湯野浜線
    - 善宝寺駅 - 七窪駅